# 1920年代

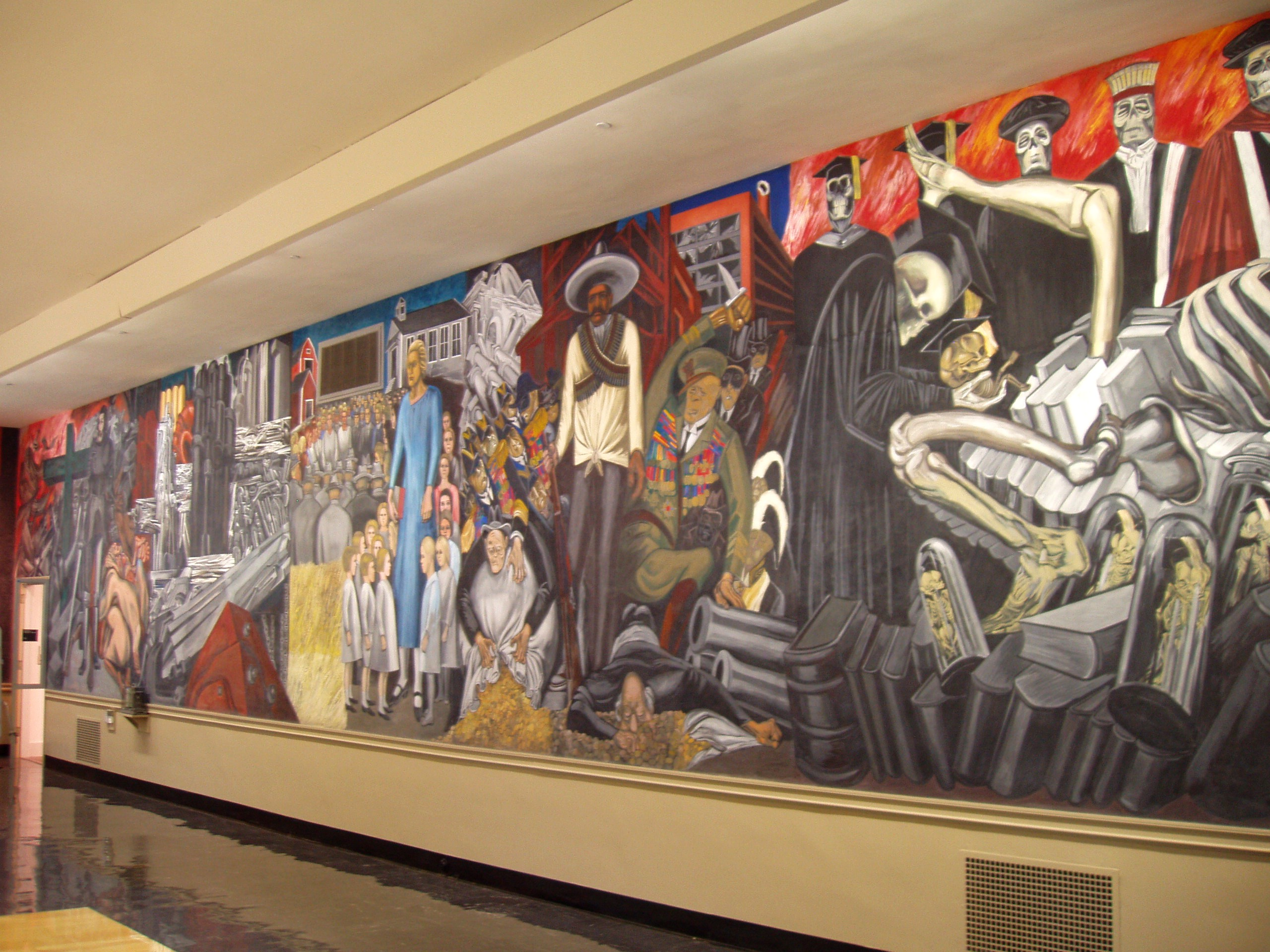
藝術界達達主義興起

| 千纪： | 2千纪                                                                                            |
| 世纪： | 19世纪 \| 20世纪 \| 21世纪                                                                       |
| 年代： | 1890年代 \| 1900年代 \| 1910年代 \| 1920年代 \| 1930年代 \| 1940年代 \| 1950年代                 |
| 年份： | 1920年 \| 1921年 \| 1922年 \| 1923年 \| 1924年 \| 1925年 \| 1926年 \| 1927年 \| 1928年 \| 1929年 |

1920年代，是指20世紀的第三個十年。

## 大事记

### 亞歐大陸
- 1920年－国际联盟成立。
- 1920年－爱沙尼亚宣布独立。
- 1920年－中国发生海原大地震。
- 1920年－1921年－波蘇戰爭。
- 1921年－中国共产党成立。
- 1922年－中国发生汕头台风。
- 1923年－法國、比利時入侵德國的魯爾，史稱魯爾危機。
- 1923年－意大利入侵希臘的科孚島。
- 1923年－日本发生关东大地震。
- 1927年－中国发生古浪大地震。
- 1927年－沙特阿拉伯独立。

### 美國
- 1920年－美國禁酒令生效。
- 1921年－華盛頓會議結束，簽訂四國公約、五國公約及九國公約。
- 1924年－多玆計劃推行。
- 1927年－电子衍射被发现。

## 出生

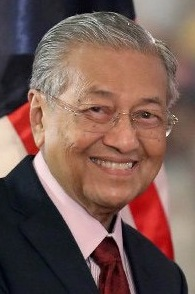
马来西亚第四任及第七任首相马哈迪·莫哈末

- 1923年－李登辉，中华民国总统。（2020年逝世）
- 1923年－李光耀，新加坡总理。（2015年逝世）
- 1923年－李元簇，中华民国副总统。（2017年逝世）
- 1924年－金大中，韩国总统。（2009年逝世）
- 1924年－老布什，美国总统。（2018年逝世）
- 1924年－吉米·卡特，美国总统。
- 1924年－乔石，第八届全国人大常委会委员长。（2015年逝世）
- 1925年－马哈迪·莫哈末，马来西亚第四任及第七任首相，也是一名作家和医师，有“马来西亚现代化之父”之称。
- 1925年－撒切尔夫人，英国首相。（2014年逝世）
- 1926年－金钟泌，韩国国务总理。（2018年逝世）
- 1926年－瓦莱里·吉斯卡尔·德斯坦，法国总统。（2020年逝世）
- 1926年－伊利莎白二世，英国君主。（2022年逝世）
- 1926年－江泽民，中国共产党第三代中央领导集体核心。（2022年逝世[1]）
- 1928年－李嘉誠，香港國際企業家，曾為亞洲首富及連續多年蟬聯香港首富。
- 1928年－李鹏，第九届全国人大常委会委员长。（2019年逝世）
- 1929年－金泳三，韩国总统。（2015年逝世）
- 1929年－比·南利，马来西亚巨星，被称为“马来西亚电影之父”。（1973年逝世）

## 逝世

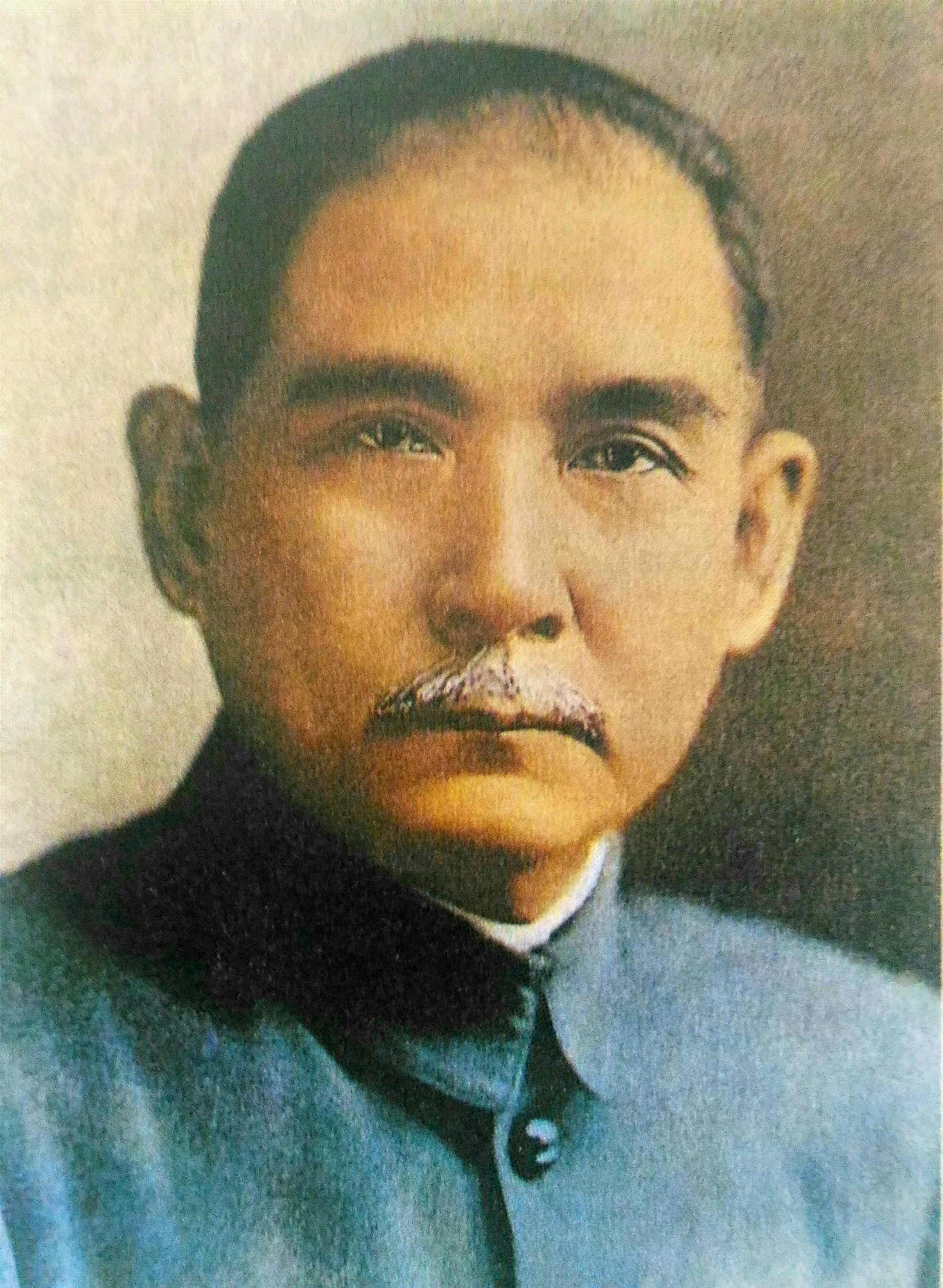
中華民國國父孙中山

- 1921年－严复，启蒙思想家。（生於1853年）
- 1923年－沃伦·G·哈定，美国总统。（生於1865年）
- 1925年－孫中山，中華民國建立者、國父。（生於1866年）
- 1926年－邵飘萍，中国记者。（生於1886年）
- 1928年－黎元洪，第三任中华民国总统。（生於1864年）
- 1928年－张作霖，北洋军阀奉系首领。（生於1875年）